# Sant Genís de Montellà
L'església de Sant Genís de Montellà és una església romànica del nucli de Montellà, en el municipi de Montellà i Martinet, a la comarca de la Baixa Cerdanya.
Com a església parroquial consta documentada al final del segle x amb motiu de la consagració de la Seu d'Urgell.

## Edifici
De nau única, la millor part conservada correspon a l'absis, datat del segle xii i que presenta una petita finestra en el seu centre de doble esqueixada, està coberta amb una volta d'arc ogival.
Durant la segona meitat del segle xviii es van realitzar reformes allargant la nau i reforçant els murs laterals. En allargar la nau per la part dels peus del temple i a causa del terreny, es van haver de construir uns graons de baixada per a l'entrada a l'església. L'any 1790 es va realitzar per a l'altar major un retaule barroc de fusta daurada, amb l'advocació a la Mare de Déu del Carme.
La porta d'entrada està formada per dues arquivoltes d'arc apuntat. Els fulls de fusta de la porta es conserven nombroses peces de ferro forjat, la majoria amb forma d'espirals.

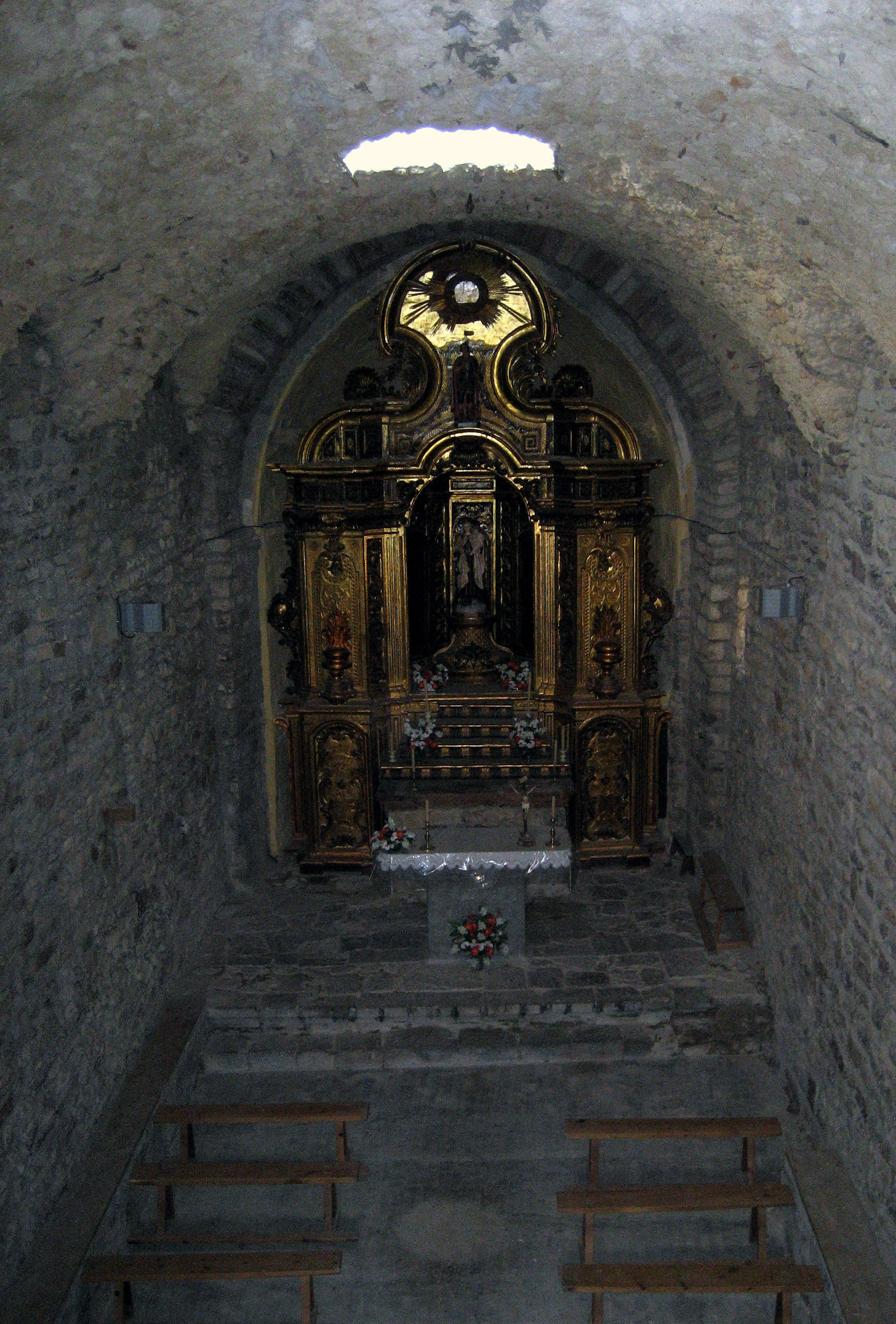
Interior de Sant Genís de Montellà
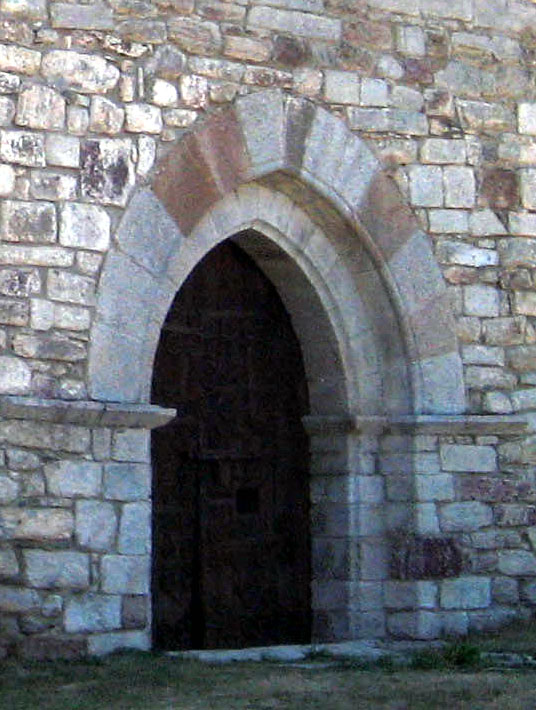
Porta romànica d'arc apuntat a Sant Genís de Montellà
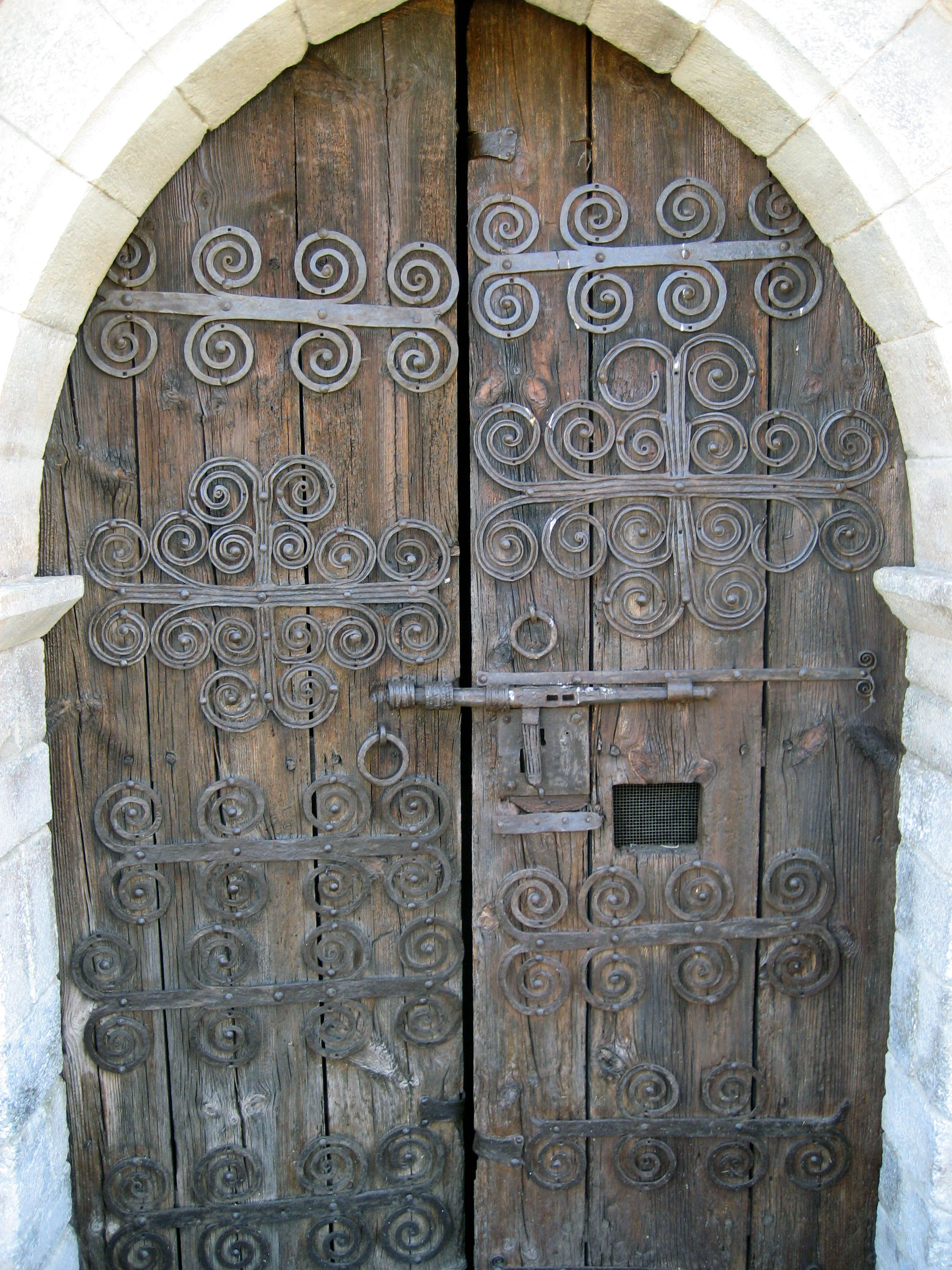
Ferramenta romànica de la porta de Sant Genís de Montellà
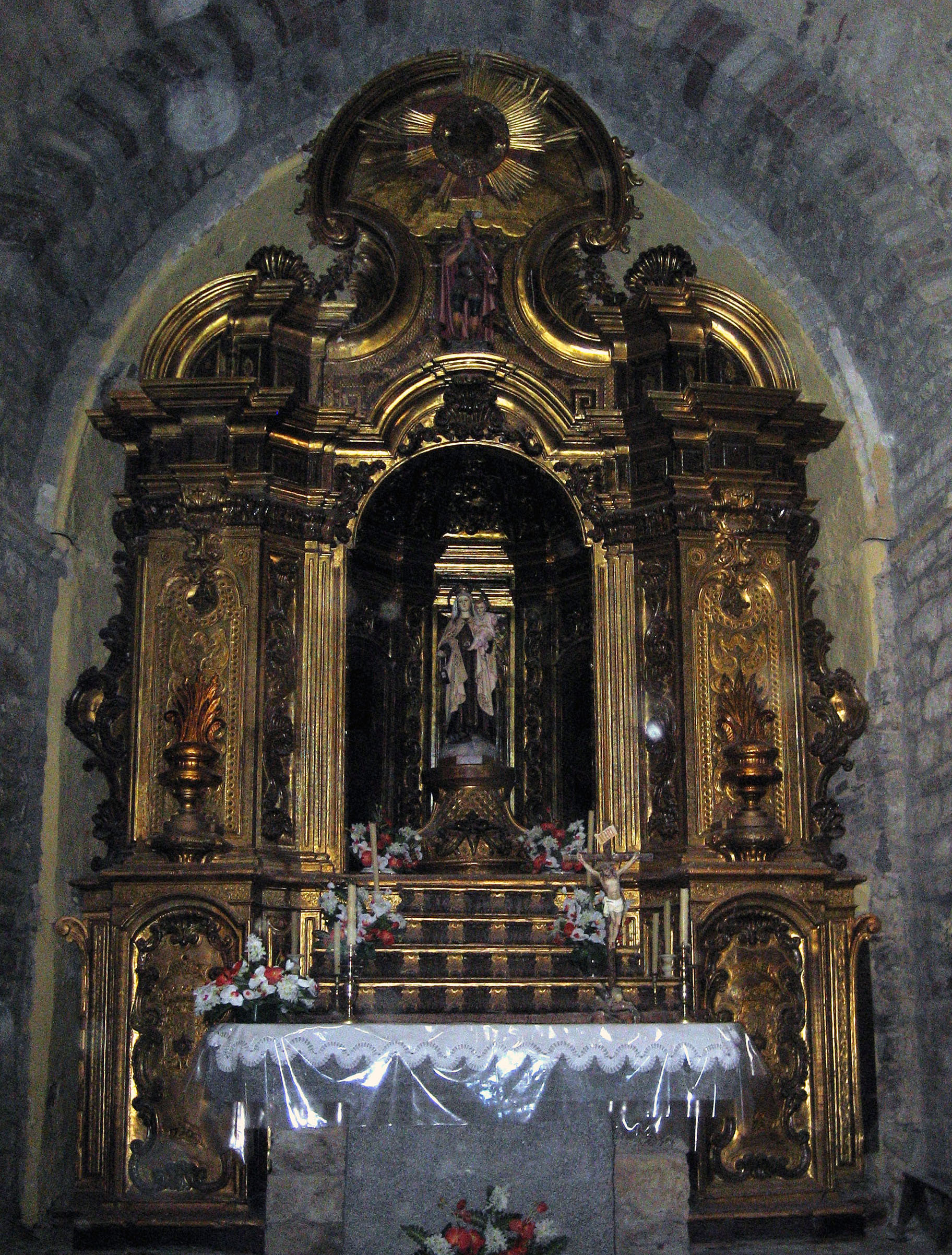
Retaule rococó de l'any 1790 de Sant Genís de Montellà